# Eupolemo

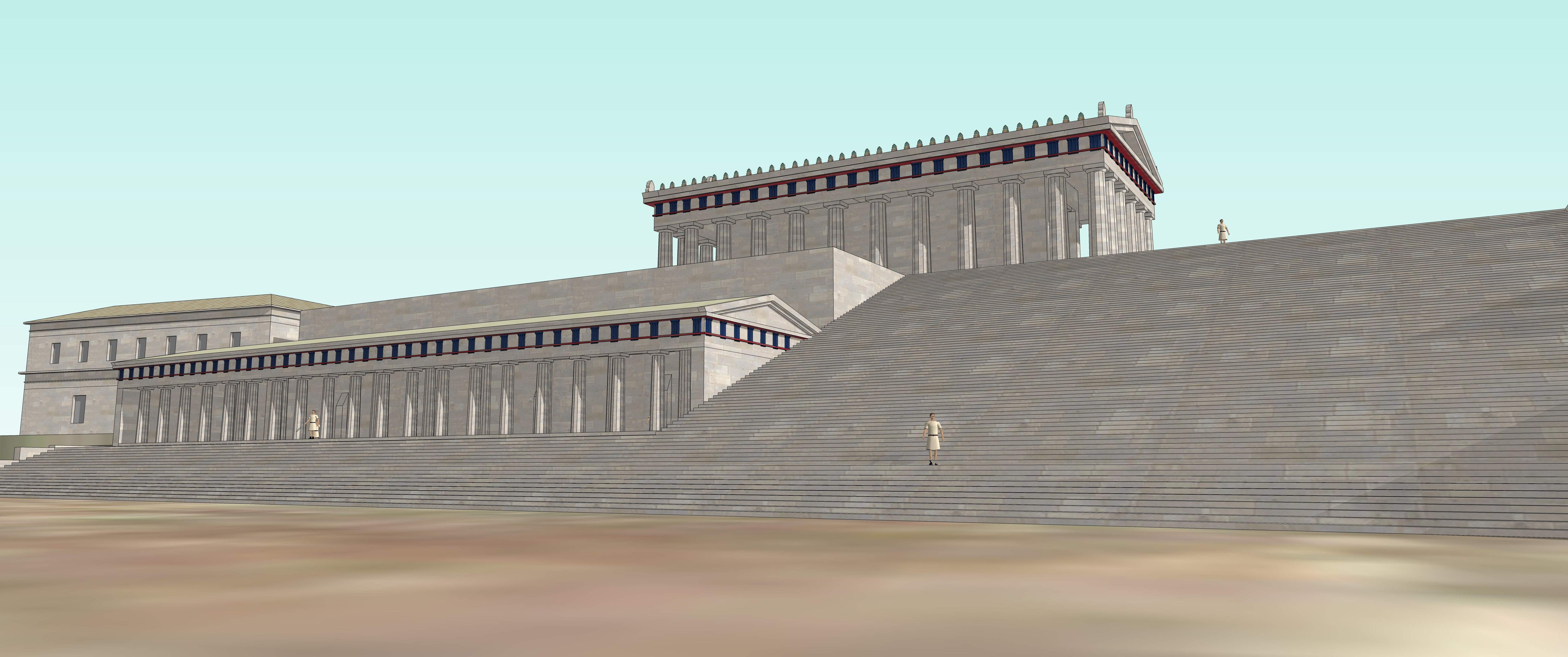
Reconstrucción del Hereo de Argos por Eupolemo.

Eupolemo (en griego antiguo: Εὐπολέμος = 'beligerante', ‘apto para la guerra’) fue un arquitecto griego nacido en Argos a finales del siglo V a. C. La única estructura que se le puede atribuir es el segundo templo clásico de la diosa Hera en el Hereo de Argos. Templo que construyó en su ciudad natal . El templo era de orden dórico, cuyos cimientos se conservan en la actualidad. Este templo sustituía una construcción más antigua devastada por el fuego. En la cella de tres naves acotadas por doble columnata, se podía encontrar una estatua de Hera en criselefantina, que era obra de Policleto.
Tras el incendio del templo arcaico en el año 423 a. C., se encargó de la construcción de un nuevo templo. Hacia el 420 a. C., mandó construir una nueva terraza bajo el edificio anterior, sobre la que se erigió la nueva estructura. El períptero dórico medía 36,90 m de largo por 17,30 de ancho y tenía una peristasis de 6 × 12 columnas. En el frontón este se representaba el nacimiento de Zeus y en el oeste, la caída de Troya. Las metopas de los lados cortos representaban la lucha de los Gigantes y las amazonas.